# Francesco Pannofino
Francesco Pannofino (Pieve di Teco, 14 novembre 1958) è un attore, doppiatore e direttore del doppiaggio italiano.
Interprete cinematografico, televisivo e teatrale, ha riscosso particolare successo con il ruolo di René Ferretti, protagonista della serie televisiva Boris e del relativo film, mentre nel corso della sua intensa attività di doppiatore ha prestato spesso la voce a Denzel Washington, George Clooney, Kurt Russell, Wesley Snipes e Jean-Claude Van Damme. È fra i più celebri rappresentanti della quinta generazione del doppiaggio italiano.

## Biografia
Figlio di genitori pugliesi (originari di Locorotondo e Cisternino, in Valle d'Itria) poi emigrati a Genova, padre carabiniere e madre sarta, è fratello del dialoghista Lino. Ha vissuto fino al 1963 a Pieve di Teco, e a Imperia sino al 1972, anno in cui si è trasferito con la famiglia a Roma.
Per un periodo studente di matematica alla Sapienza, il 16 marzo 1978, mentre aspettava l'autobus sotto casa per recarsi a sostenere un esame di algebra, fu tra i testimoni oculari dell'agguato di via Fani, nel quale venne rapito Aldo Moro e assassinati i cinque uomini della sua scorta; su quest'esperienza ha scritto la canzone Il sequestro di Stato, poi divenuta il tema dei titoli di coda del film Patria di Felice Farina, che vede protagonista lo stesso Pannofino. Il brano è poi apparso anche nell'album Io vendo le emozioni, interamente composto da canzoni scritte e interpretate da Pannofino.
Dal 27 aprile 2014 è cittadino onorario di Pieve di Teco, sua città natale.

### Carriera
Iniziò a recitare a teatro fra i 19 e i 20 anni e di lì a poco si avvicinò anche al doppiaggio, approfittando delle opportunità lavorative fornite dalla diffusione delle reti private, debuttando inoltre in radio nei primi anni ottanta, per poi approdare al grande e piccolo schermo durante gli anni novanta.

#### Attore
Al cinema è comparso in Croce e delizia di Luciano De Crescenzo nel ruolo di Er Bacocco, Così è la vita nel ruolo del cognato di Giacomo, Honolulu Baby di Maurizio Nichetti interpretando il pilota di aerei, Giovanni Falcone - L'uomo che sfidò Cosa Nostra in cui veste i panni di Tommaso Buscetta e ancora in Fatti della banda della Magliana di Daniele Costantini, Il generale Dalla Chiesa di Giorgio Capitani, Pompei di Giulio Base nel ruolo del dottore Cuspio, Notturno bus di Davide Marengo, nella parte del caciarone ed iperviolento agente del SISDE Garofano. Nella fiction I Cesaroni interpreta il personaggio soprannominato Son Sei, mentre dal 2007 al 2010 veste i panni del regista René Ferretti nella serie televisiva Boris, ruolo che riprenderà nel 2011 per la trasposizione cinematografica Boris - Il film e nel 2022 per la quarta stagione. Nel 2014 interpreta il ruolo del protagonista Augusto Vanghetta nel film Il pretore, diretto da Giulio Base.

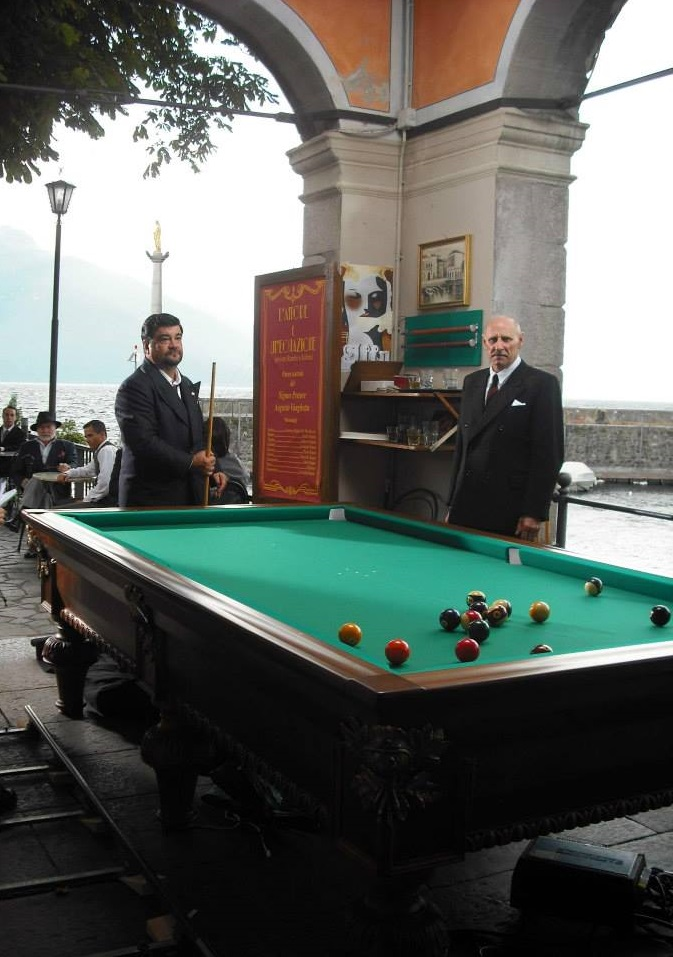
Pannofino (a sinistra) sul set de Il pretore (2013)

A teatro ha lavorato con Luciano Salce allo spettacolo di rivista C'era una volta il mondo, con Gigi Angelillo allo spettacolo Salvo e ha interpretato pièce come Esercizi di stile, la più volte replicata I suoceri albanesi di Gianni Clementi e, nel 2020, è stato ingaggiato per la trasposizione teatrale di Mine vaganti a opera dello stesso autore della versione cinematografica, Ferzan Özpetek, nel ruolo di Vincenzo Cantone, già interpretato nella pellicola da Ennio Fantastichini. Ha recitato anche una parte della canzone Un mondo da inventare (dall'album Allora sia buon viaggio) dei Lost. Nel 2010 è apparso negli spot di Telecom Italia accanto a Michelle Hunziker e John Travolta, in uno dei quali è definito il suo doppiatore pur non avendolo mai doppiato in realtà.
In televisione, nel 2011 ha partecipato come concorrente del talent show di Rai 1 Lasciami cantare!, condotto da Carlo Conti. Il 1º maggio 2012 ha invece condotto insieme a Virginia Raffaele il Concerto del Primo Maggio su Rai 3.

#### Doppiatore
È il doppiatore principale di Denzel Washington e George Clooney e ha prestato voce fra gli altri a Kurt Russell, Jean-Claude Van Damme, Antonio Banderas, Daniel Day-Lewis, Dan Aykroyd, Philip Seymour Hoffman, Mickey Rourke e Michael Madsen in diverse interpretazioni, William Petersen nel ruolo di Gil Grissom nella serie televisiva CSI - Scena del crimine, Robbie Coltrane nel ruolo di Rubeus Hagrid nella saga di Harry Potter, Benicio del Toro in Traffic di Steven Soderbergh, Wesley Snipes in alcune interpretazioni, fra cui la trilogia di Blade, ispirata all'omonimo personaggio Marvel Comics, e al personaggio animato Il Rosso in Mucca e Pollo, Io sono Donato Fidato e nella rubrica Rosso Pigliatutto, trasmessi da Cartoon Network.
Significativo il doppiaggio di Tom Hanks, effettuato per la prima volta nel film Forrest Gump di Robert Zemeckis; torna poi a doppiare Hanks, nel suo ruolo in versione computerizzata, in Polar Express sempre di Zemeckis. Ha inoltre interpretato, subentrando al collega Marco Mete, il personaggio di Tex Willer nello sceneggiato radiofonico trasmesso da Rai Radio 2.
Tra gli attori doppiati vi sono anche Willem Dafoe nella trilogia di Spider-Man di Sam Raimi, Costas Mandylor nel ruolo del detective Mark Hoffman nella saga di Saw (ad eccezione del terzo capitolo), per la quale Pannofino ha anche svolto il ruolo di direttore del doppiaggio, infine anche Kevin Spacey e Kiefer Sutherland in alcune interpretazioni. Nel 2004 ha vinto il premio Leggio d'oro per la miglior interpretazione maschile dell'anno, per il doppiaggio di Denzel Washington in Out of Time.
In televisione, dal 2016 è la voce narrante nel programma Emigratis su Italia 1, mentre l'anno seguente, insieme al collega Luca Sandri, è stato speaker del neonato canale televisivo Spike. Dal 2018 al 2022 è la voce narrante in Meraviglie - La penisola dei tesori, programma documentaristico condotto da Alberto Angela su Rai 1.

#### Narratore
Ha narrato le versioni italiane di nove libri dell'universo di Harry Potter, realizzandone i corrispondenti audiolibri per Audible. Oltre ai sette romanzi della saga, ha narrato anche Gli animali fantastici: dove trovarli e Il Quidditch attraverso i secoli. Nel 2010 ha inoltre registrato due audiolibri: Metro 2033 dello scrittore russo Dmitrij Gluchovskij, e La Bobbycosa dello scrittore e regista italiano Yuri Storasi.

## Vita privata
È sposato con l'attrice e doppiatrice Emanuela Rossi, dalla quale ha avuto un figlio, Andrea, divenuto anch'egli attore e doppiatore; i due attori si erano separati nel 2006, ma in seguito si sono riuniti sposandosi una seconda volta nel 2011. È tifoso della Lazio, passione maturata a metà degli anni 70 quando, adolescente, vendeva bibite sugli spalti dello stadio Olimpico di Roma.

## Filmografia

### Cinema
- Perdiamoci di vista, regia di Carlo Verdone (1994)
- Croce e delizia, regia di Luciano De Crescenzo (1995)
- Così è la vita, regia di Massimo Venier, Aldo, Giovanni e Giacomo (1998)
- Liberate i pesci!, regia di Cristina Comencini (2000)
- Fatti della banda della Magliana, regia di Daniele Costantini (2005)
- Notturno bus, regia di Davide Marengo (2007)
- Lezioni di cioccolato, regia di Claudio Cupellini (2007)
- Questa notte è ancora nostra, regia di Genovese e Miniero (2008)
- L'uomo fiammifero, regia di Marco Chiarini (2009)
- Diverso da chi?, regia di Umberto Carteni (2009)
- Oggi sposi, regia di Luca Lucini (2009)
- Io & Marilyn, regia di Leonardo Pieraccioni (2009)
- Scontro di civiltà per un ascensore a Piazza Vittorio, regia di Isotta Toso (2010)
- Maschi contro femmine, regia di Fausto Brizzi (2010)
- Boris - Il film, regia di Giacomo Ciarrapico, Mattia Torre e Luca Vendruscolo (2011)
- Faccio un salto all'Avana, regia di Dario Baldi (2011)
- Una notte da paura, regia di Claudio Fragasso (2011)
- Poker Generation, regia di Gianluca Mingotto (2012)
- Workers - Pronti a tutto, regia di Lorenzo Vignolo (2012)
- Operazione vacanze, regia di Claudio Fragasso (2012)
- Breve storia di lunghi tradimenti, regia di Davide Marengo (2012)
- L'arbitro, regia di Paolo Zucca (2013)
- Sono un pirata, sono un signore regia di Eduardo Tartaglia (2013)
- Il pretore, regia di Giulio Base (2014)
- Ogni maledetto Natale, regia di Giacomo Ciarrapico, Mattia Torre e Luca Vendruscolo (2014)
- Patria, regia di Felice Farina (2014)
- Le frise ignoranti, regia di Antonello De Leo e Pietro Loprieno (2015)
- Pecore in erba, regia di Alberto Caviglia (2015)
- The Answer, la risposta sei tu, regia di Ludovico Fremont (2015)
- Assolo, regia di Laura Morante (2016)
- My Father Jack, regia di Tonino Zangardi (2016)
- La partita, regia di Francesco Carnesecchi (2018)
- L'uomo che comprò la Luna, regia di Paolo Zucca (2019)
- A mano disarmata, regia di Claudio Bonivento (2019)
- La banda dei tre, regia di Francesco Dominedò (2019)
- Nati 2 volte, regia di Pierluigi Di Lallo (2019)
- Si muore solo da vivi, regia di Alberto Rizzi (2020)
- Il caso Pantani - L'omicidio di un campione, regia di Domenico Ciolfi (2020)
- The Christmas Show, regia di Alberto Ferrari (2022)
- Lo sposo indeciso che non poteva o forse non voleva più uscire dal bagno, regia di Giorgio Amato (2023)
- Uomini da marciapiede, regia di Francesco Albanese (2023)
- Gli addestratori, regia di Andrea Jublin (2024)
- Finché notte non ci separi, regia di Riccardo Antonaroli (2024)

### Televisione
- Il caso Bebawi, regia di Valerio Jalongo – film TV (1996)
- Linda e il brigadiere – serie TV, episodio 2x3 (1998)
- Lui e lei – serie TV (1998)
- Pepe Carvalho – serie TV, 1 episodio (1999)
- Cuore, regia di Maurizio Zaccaro – miniserie TV (2001)
- Una donna per amico – serie TV (2001)
- La squadra – serie TV, 9 episodi (2001)
- Gli amici di Gesù - Giuda, regia di Raffaele Mertes – film TV (2001)
- Tommaso, regia di Raffaele Mertes – film TV (2001)
- Carabinieri – serie TV, episodio 1x05 (2002)
- Distretto di Polizia – serie TV, episodio 5x08 (2005)
- Provaci ancora prof! – serie TV, episodi 1x01-1x03 (2005)
- Questa è la mia terra – serie TV (2006)
- Giovanni Falcone - L'uomo che sfidò Cosa Nostra, regia di Andrea e Antonio Frazzi – miniserie TV (2006)
- Pompei, regia di Giulio Base – miniserie TV (2007)
- Piloti – serie TV, episodio 1x05 (2007)
- Il generale Dalla Chiesa, regia di Giorgio Capitani – miniserie TV (2007)
- Boris – serie TV (2007-in corso)
- Pinocchio, regia di Alberto Sironi – miniserie TV (2009)
- Un caso di coscienza – serie TV, 6 episodi (2009-2010)
- I Cesaroni – serie TV (2009-2012)
- Un medico in famiglia – serie TV, 1 episodio (2009)
- La nuova squadra – serie TV (2011)
- Camera Café – serie TV, 1 episodio (2011)
- Nero Wolfe – serie TV (2012)
- Heiraten ist auch keine Lösung, regia di Sibylle Tafel – film TV (2012)
- Una notte da paura, regia di Claudio Fragasso – film TV (2012)
- Adriano Olivetti - La forza di un sogno, regia di Michele Soavi – miniserie TV (2013)
- La farfalla granata, regia di Paolo Poeti – film TV (2013)
- Romolo + Giuly: La guerra mondiale italiana – serie TV (2018)[14]
- L'ispettore Coliandro – serie TV, episodio 7x01 (2018)
- Enrico Piaggio - Un sogno italiano, regia di Umberto Marino – film TV (2019)
- Ostaggi, regia di Eleonora Ivone – film TV (2021)
- No Activity - Niente da segnalare, regia di Valerio Vestoso – miniserie TV (2024)
- Nato il sei ottobre, regia di Pupi Avati – docufilm (2024)

### Cortometraggi
- Elezioni, regia di Francesco Paolo Di Salvia (2008)
- Coincidenze, regia di Gabriele Paoli (2010)
- Nightfire, regia di Brando Benetton (2016)
- Djinn Tonic (2016), regia di Domenico Guidetti
- La partita, regia di Francesco Carnesecchi (2017)
- Libero - The rhythm of my life, regia di Maurizio Rigatti (2022)
- L'ospite, regia di Alberto De Grandis (2025)

### Documentari
- Mio papà, un carabiniere (2021), regia di Claudio Camarca[15]
- Il sogno e la materia (2023), regia di Sebastiano Rizzo

## Teatro
- L'affare Danton, regia di Andrzej Wajda (1982-1983)
- Bouvard e Pécuchet, regia di Giovanni Pampiglione (1982-1983)
- Conciati per le feste, regia di Mario Maranzana (1982-1983)
- C'era una volta il mondo, regia di Luciano Salce (1983)
- Piccoli omicidi, regia di Gigi Angelillo (1985)
- Vicoli di Roma, regia di Carlo Di Stefano, con Antonella Steni e Michele Gammino (1986)
- Salvo, regia di Gigi Angelillo (1986)
- Delitti esemplari, regia di Ennio Coltorti (1991-1992)
- Botta al cuore, regia di Franco Bertini (1993)
- Belushi, regia di Mario Moretti (1995)
- Il cappello del Papa, regia di Maurizio Panici (1995-2000)
- Romolo il Grande, regia di Giovanni Pampiglione (1996)
- Esercizi di stile di Raymond Queneau, regia di Jacques Seiler (2007-2009)
- Ladro di razza, regia di Stefano Reali, con Rodolfo Laganà e Francesca Reggiani (2010-2011)[16]
- I suoceri albanesi di Gianni Clementi, regia di Claudio Boccaccini (2014-2021)
- Io vendo le emozioni (2015-2019)[17]
- Bluetooth, regia di Claudio Boccaccini (2016)
- E... se il tempo fosse un gambero?, regia di Saverio Marconi (2016-2017)
- I cavalieri di Aristofane, regia di Giampiero Solari, Teatro greco di Siracusa (2018)[18]
- Mine vaganti, testo e regia di Ferzan Özpetek, con Iaia Forte (2020-2024)
- Chi è io?, testo e regia di Angelo Longoni (2024)[19]

## Radio
- La mia voce per la tua domenica, con Corrado e Antonella Steni (varietà, 1980)
- Viva la radio (varietà, 1983)
- Lagrime (varietà, 1984)
- Gomitate (varietà, 1986)
- La domenica delle meraviglie di Diego Cugia (varietà, 1985)
- Monaco Prem e Papy ne Il mercante di fiori di Diego Cugia (sceneggiato, Rai Radio 2, 1996)
- Tony Parigi e Fra' Pietro in Domino (sceneggiato, Rai Radio 2, 1998)
- Tex Willer in Tex Willer (sceneggiato, Rai Radio 2, 2004 e 2012)
- Il ritorno di Belfagor (sceneggiato, Rai Radio 2, 2006)
- La storia in giallo di Antonella Ferrera (Rai Radio 3, 2006-2009)
- Voce introduttiva de Il ballo di San Vito (RIN, dall'autunno 2004)
- Voce dei titoli in Zombie di Diego Cugia (Radio24, 2006)

## Programmi televisivi
- Lasciami cantare! (2011)
- Concerto del Primo Maggio (2012)
- Colorado - 'Sto classico (2012)
- Mission (2013)
- Emigratis (2016-2018, 2022)
- Le Iene presentano: Scherzi a parte (2015)
- Miss Italia - Gli esami (2017)
- Ti regalo una storia (2017-2018)
- Tale e quale show (2019)
- Felicissima sera (2021)
- Alessandro Borghese - Celebrity Chef (2022)
- Avanti un altro! Pure di sera (2022)
- Back to School (2023)
- Prova prova sa sa (2023)
- La zampata (2023)[20]
- Tango (2023-in corso)
- Viva la danza (2024)

## Doppiaggio

### Film
- Denzel Washington in Grido di libertà, Un fantasma per amico, Mo' Better Blues, Malcolm X, Il rapporto Pelican, Philadelphia, Il diavolo in blu, Il collezionista di ossa, John Q, Il tocco del male, Il sapore della vittoria, Training Day, Out of Time, Man on Fire - Il fuoco della vendetta, The Manchurian Candidate, Inside Man, Déjà vu - Corsa contro il tempo, Pelham 123 - Ostaggi in metropolitana, Codice Genesi, Unstoppable - Fuori controllo, Safe House - Nessuno è al sicuro, Flight, Cani sciolti, The Equalizer - Il vendicatore, I magnifici 7, Barriere, End of Justice - Nessuno è innocente, The Equalizer 2 - Senza perdono, Fino all'ultimo indizio, Macbeth, The Equalizer 3 - Senza tregua, Il gladiatore II
- George Clooney in Un giorno... per caso, The Peacemaker, Out of Sight, Three Kings, Fratello, dove sei?, La tempesta perfetta, Spy Kids, Ocean's Eleven - Fate il vostro gioco, Solaris, Confessioni di una mente pericolosa, Missione 3D - Game Over, Prima ti sposo poi ti rovino, Ocean's Twelve, Syriana, Intrigo a Berlino, Ocean's Thirteen, Michael Clayton, In amore niente regole, Burn After Reading - A prova di spia, L'uomo che fissa le capre, Tra le nuvole, The American, Le idi di marzo, Paradiso amaro, Gravity, Monuments Men, Tomorrowland - Il mondo di domani, Ave, Cesare!, Money Monster - L'altra faccia del denaro, The Midnight Sky, Ticket to Paradise, Wolfs - Lupi solitari
- Kurt Russell in Fuoco assassino, Tombstone, Stargate, Decisione critica, La rapina, Vanilla Sky, Interstate 60, Jiminy Glick in Lalawood, Miracle, Dreamer - La strada per la vittoria, Sky High - Scuola di superpoteri, Grindhouse - A prova di morte, The Hateful Eight, Deepwater - Inferno sull'oceano, C'era una volta a... Hollywood
- Jean-Claude Van Damme ne I nuovi eroi, Accerchiato, Timecop - Indagine dal futuro, Street Fighter - Sfida finale, La prova,[21] Maximum Risk, Double Team - Gioco Di Squadra, Universal Soldier - The Return, The Commander, Enemies Closer
- Antonio Banderas in Donne sull'orlo di una crisi di nervi, Spara che ti passa, Promesse e compromessi, Intervista col vampiro, Two Much - Uno di troppo, Assassins, Original Sin, Femme fatale, Ballistic, Ti va di ballare?, Bordertown
- Wesley Snipes in Vita di cristallo, The Fan - Il mito, Complice la notte, U.S. Marshals - Caccia senza tregua, Blade, Blade II, Blade: Trinity, Detonator - Gioco mortale, Nuclear Target, 7 Seconds, Caos, The Contractor - Rischio supremo, L'arte della guerra 2, Deadpool & Wolverine
- Dan Aykroyd in Evolution, La vendetta del ragno nero, Due palle in buca, Matrimonio per colpa, La maledizione dello scorpione di giada, Insieme per caso, 50 volte il primo bacio, Fuga dal Natale, Dietro i candelabri, Pixels
- Robbie Coltrane in Harry Potter e la pietra filosofale, Harry Potter e la camera dei segreti, Harry Potter e il prigioniero di Azkaban, Harry Potter e il calice di fuoco, Harry Potter e l'Ordine della Fenice, Harry Potter e il principe mezzosangue, Harry Potter e i Doni della Morte - Parte 1, Harry Potter e i Doni della Morte - Parte 2, Effie Gray - Storia di uno scandalo
- Philip Seymour Hoffman in Red Dragon, Ubriaco d'amore, ...e alla fine arriva Polly, Mission: Impossible III, La guerra di Charlie Wilson, I Love Radio Rock, The Master, La spia - A Most Wanted Man, God's Pocket
- Mickey Rourke in Fall Time, Bullet, Animal Factory, Domino, Alex Rider: Stormbreaker, The Wrestler, Killshot, Iron Man 2, Immortals, The Palace
- Ray Winstone in Sexy Beast - L'ultimo colpo della bestia, Complicità e sospetti, La leggenda di Beowulf, Indiana Jones e il regno del teschio di cristallo, Noah, The Gunman
- Kevin Spacey in Seven, Il momento di uccidere, Mezzanotte nel giardino del bene e del male, Il negoziatore, Un perfetto criminale, Austin Powers in Goldmember
- LL Cool J in In Too Deep, Rollerball, S.W.A.T. - Squadra speciale anticrimine, Nella mente del serial killer, Edison City
- Kiefer Sutherland in Viaggio senza ritorno, Dark City, Linea mortale, Faccia di rame, Codice d'onore, Le mille luci di New York
- Michael Madsen in Uccidimi due volte, La figlia del mio capo, Donnie Brasco, Morire due volte, Kill Bill: Volume 1, Kill Bill: Volume 2, Sin City
- Willem Dafoe in Spider-Man, Spider-Man 2, xXx 2: The Next Level, Spider-Man 3, Spider-Man: No Way Home
- Benicio del Toro in Basquiat, Snatch - Lo strappo, Traffic, The Hunted - La preda, Noi due sconosciuti
- Jim Belushi in In corsa con il sole, Total Security, L'uomo nell'ombra, La ruota delle meraviglie - Wonder Wheel
- Clive Owen in Gosford Park, Beyond Borders - Amore senza confini, Closer, The International
- Brendan Gleeson ne La sconosciuta di Belfast, Il sarto di Panama, Harrison's Flowers, Le crociate - Kingdom of Heaven
- Tom Sizemore in 4 fantasmi per un sogno, Impatto imminente, Pianeta rosso, Paparazzi
- Vin Diesel in xXx, Il risolutore, Prova a incastrarmi, xXx - Il ritorno di Xander Cage
- Costas Mandylor in Saw IV, Saw V, Saw VI, Saw 3D - Il capitolo finale
- John Goodman ne I Flintstones, The Gambler, Transformers 4 - L'era dell'estinzione, Transformers - L'ultimo cavaliere
- Daniel Day-Lewis ne L'età dell'innocenza,[22] Gangs of New York, Il petroliere
- Samuel L. Jackson in Quei bravi ragazzi, Regole d'onore, No Good Deed - Inganni svelati
- Tim Curry ne I Muppet nell'isola del tesoro, Charlie's Angels, Kinsey
- Sean Penn in Fuori di testa, Vittime di guerra, Non siamo angeli
- Cary-Hiroyuki Tagawa in 007 - Vendetta privata, Mortal Kombat, Soldier Boyz II
- Bruce Willis in FBI: Protezione testimoni 2, Solo 2 ore, Nancy Drew
- Johnny Messner in Spartan, Anaconda - Alla ricerca dell'orchidea maledetta, Running
- Bernie Mac in Charlie's Angels - Più che mai, Transformers
- Kevin Bacon in Un amore rinnovato, Romantici equivoci
- Vince Vaughn in Starsky & Hutch, 2 single a nozze - Wedding Crashers
- Gary Busey in Trappola in alto mare, Il socio
- Thomas Haden Church in Immagina che, Easy Girl
- Tyrese Gibson in Baby Boy - Una vita violenta, 2 Fast 2 Furious
- Damon Wayans ne L'ultimo boy scout, Pioggia di soldi
- Jon Lovitz in Ho sposato un'aliena, Rat Race
- Brian Goodman ne Il castello, The Fast and the Furious: Tokyo Drift
- Dennis Haysbert in Lontano dal paradiso, Jarhead
- Sean Bean in Giochi di potere, Equilibrium
- Javier Bardem in Prosciutto prosciutto, Collateral
- Matt Schulze in Fast and Furious, Fast & Furious 5
- Beau Bridges in Stargate: L'arca della verità e Stargate: Continuum
- Ed Deacy ed Edward McDonald in Quei bravi ragazzi
- Tom Hanks in Forrest Gump
- Andy Serkis in The Prestige
- Jeremy Irons in Appaloosa
- Timothy Spall ne Il discorso del re
- Brian Cox in Red 2
- John C. Reilly ne Il dittatore
- Jordi Mollà in Bad Boys II
- Ian McShane in Scoop
- Conleth Hill in Basta che funzioni
- Jemaine Clement in Men in Black 3
- Chow Yun-fat in Costretti ad uccidere
- David Hasselhoff in Cambia la tua vita con un click
- Jason Isaacs in Peter Pan
- Tony Shalhoub in 1408
- Chris Cooper in Il ladro di orchidee
- Ray Stevenson in Punisher - Zona di guerra
- Simon Abkarian in Casino Royale
- Craig Bierko ne Il tredicesimo piano
- Michael Biehn in K2 - L'ultima sfida[23]
- Ron Eldard in Sleepers
- Mark Boone Junior in Pronti a morire
- Charles Martin Smith in The Untouchables - Gli intoccabili
- Ritchie Coster ne Il cavaliere oscuro
- James Woods in Vampires
- Thomas Kretschmann in Marciando nel buio
- Peter Firth in Caccia a Ottobre Rosso
- Ron Perlman in Star Trek - La nemesi
- Bruce A. Young in Jurassic Park III
- Jeffrey Weissman in Ritorno al futuro - Parte III
- David Thornton in Mamma, ho preso il morbillo
- Bill Moseley ne La casa del diavolo
- Pierluigi Marchionne in To Rome with Love
- Ice Cube in Terra senza pietà
- Anthony Heald in Cartoline dall'inferno
- David Andrews in Wyatt Earp
- Richard Edson in Super Mario Bros.
- Joe Watson in Merry Christmas
- Julio Oscar Mechoso in Little Miss Sunshine
- Shmuel Levy in Schindler's List - La lista di Schindler
- Thierry Lhermitte ne La cena dei cretini
- George Lopez ne Le avventure di Sharkboy e Lavagirl in 3-D
- James Stewart in Una donna vivace (ridoppiaggio)
- Nick Brimble in Robin Hood - Principe dei ladri (ridoppiaggio)
- Bill Nunn in A proposito di Henry
- Gregory Harrison in Passione fatale 2
- Mattia Sbragia in L'anno del terrore
- Tsuyoshi Ihara in Lettere da Iwo Jima
- Alec Baldwin in Dick & Jane - Operazione furto
- Timothy Hutton in Il grande odio
- Michael Ironside in Il distintivo di vetro
- Arye Gross in Bella, pazza e pericolosa
- Voce narrante in Io, Leonardo
- Chris Farley in Mai dire ninja
- Cle Shaheed Sloan in La notte non aspetta
- Marton Csokas in  Timeline - Ai confini del tempo
- Daniel Auteuil ne Il cavaliere di Lagardère
- Michael Clarke Duncan in Come cani e gatti
- Maresciallo dei carabinieri in Toilet
- David Huband in Scuola di polizia 3 - Tutto da rifare

### Film d'animazione
- Papi in Beverly Hills Chihuahua, Beverly Hills Chihuahua 2, Beverly Hills Chihuahua 3: Viva La Fiesta!
- Rothbart ne L'incantesimo del lago, L'incantesimo del lago 3 - Lo scrigno magico
- Whenua in Bionicle 2 - Le leggende di Metru Nui, Bionicle 3 - Le ombre del mistero
- Grug ne I Croods, I Croods 2 - Una nuova era
- Bomb in Angry Birds - Il film, Angry Birds 2 - Nemici amici per sempre
- Controllore, Babbo Natale, vagabondo e narratore in Polar Express
- Mustafà/Lupo e Tenebrone in Pipì, Pupù e Rosmarina in Il mistero delle note rapite
- Hannover Fist in Heavy Metal
- Daffy Duck in Chi ha incastrato Roger Rabbit
- Pinky in Eddy e la banda del sole luminoso
- Tigre in Fievel conquista il West
- Nishi in Rocky Joe - L'ultimo round
- El Rambito in Thumbelina - Pollicina
- Itchy Itchiford ne Le nuove avventure di Charlie
- Pepe ne I Muppets venuti dallo spazio
- Cookie Monster ne Le avventure di Elmo in Brontolandia
- Lucifero ne I Cavalieri dello zodiaco - L'ultima battaglia (ridoppiaggio)
- Il padre di Parva in Parva e il principe Shiva
- Sir Arthur in Action Man - X Missions - Il film
- Sindaco in Gaya
- George Clooney in Team America: World Police
- Sig. Mulch in Wallace & Gromit - La maledizione del coniglio mannaro
- Aldo in Chicken Little - Amici per le penne
- Von Krauten in Valiant - Piccioni da combattimento
- Capo Grizzly in Cappuccetto Rosso e gli insoliti sospetti
- Root in Barnyard - Il cortile
- Sid in Giù per il tubo
- Bussi in Lissy - Principessa alla riscossa
- Mr. Fox in Fantastic Mr. Fox
- Piumarosa in Gnomeo e Giulietta
- Maestro Bue Infuriato in Kung Fu Panda 2
- Capitan Sbudella ne L'era glaciale 4 - Continenti alla deriva
- Nord ne Le 5 leggende
- Mr. Satan in Dragon Ball Z - La battaglia degli dei
- Grimroth Razz in Ratchet & Clank
- Doppia Faccia in Ralph spacca Internet
- Capitano Haddock ne Le avventure di Tintin - Il segreto dell'Unicorno
- Klaus in Klaus - I segreti del Natale
- Maccabeo in Hanukkah - La festa delle luci
- Jeager Clade in Strange World - Un mondo misterioso
- Lordor / Dolor in Hui Buh
- Astromauta in IF - Gli amici immaginari

### Serie televisive
- William Petersen in CSI - Scena del crimine, CSI: Immortality e CSI: Vegas
- Beau Bridges, William Russ e Rodney Grant in Stargate SG-1, Beau Bridges in Stargate Atlantis
- George Clooney in Catch-22
- Christian Clavier in Napoléon
- Daniel Roebuck in Nolan - Come diventare un supereroe
- John de Lancie in Star Trek: The Next Generation
- Michael Richards in Seinfeld
- Richard Burgi in Desperate Housewives
- Hristo Šopov ne L'inchiesta
- Pedro Lander in Topazio
- Henry Zakka in Perla nera
- Fernando Allende in Grecia
- Eduardo Sapac in Manuela
- Kurt Russel in Monarch: Legacy of Monsters

### Serie animate
- Rosso Senzabraghe in Mucca e Pollo e Io sono Donato Fidato
- Skunky, Cappellaio Matto e personaggi vari in Bonkers - Gatto combinaguai
- Corvo, Hakon e Egon in Gargoyles - Il risveglio degli eroi
- Arpo Butcher e Ram Punchington in Sons of Butcher
- LRRR, re degli Ominocroidi in Futurama
- Annibale in Marsupilami e Annibale e Cannibale
- Darcia in Wolf's Rain
- Padre di Nanako Mizuki in Great Teacher Onizuka
- Marocco in Super Segretissimo
- Joe Dalton ne Le nuove avventure di Lucky Luke
- Sharko in I Fantaeroi
- Itchy Itchiford in Anche i cani vanno in paradiso
- Blue Leader in Roughnecks: Starship Troopers Chronicles
- Napo (1ª voce) in Kangoo
- Jacky (2ª voce) in Vultus 5
- Generale Bat in Shin Getter Robot contro Neo Getter Robot (1ª ediz.)
- Hunter in Hunter × Hunter
- Capitan Uncino in B't X - Cavalieri alati
- Rai ne Il destino di Kakugo
- Gust Turbolence in Aika
- Donovan Baine in Night Warriors: Darkstalkers' Revenge
- Jack in Violence Jack
- Okashira in Inuyasha
- Tokuhiro Iga in Blue submarine no. 6
- Asimov Solensan in Cowboy Bebop
- Gades ne I cieli di Escaflowne
- Kokungo in Hakkenden - Il branco dei guerrieri leggendari
- Voce narrante in Tom
- Uomo dei francobolli ne I Simpson (episodio 32x11)
- Giostraio in South Park (episodio 2x13)

### Programmi televisivi
- Voce fuori campo in Terra! (Canale 5, 2002-2003), Rockpolitik (Rai 1, 2005), Emigratis (Italia 1, 2016-2018, Canale 5, 2022)
- Voce narrante dello speciale In Memoriam - New York City 9/11/01 (Canale 5, 2002), dei servizi di Meraviglie - La Penisola dei tesori (Rai 1, 2018-2022) e a Lo stato delle cose nei panni di Carlo Alberto Dalla Chiesa (Rai 3, 2024)
- voce del cane Spam in Doggywood (Disney Channel, 2013)

### Videogiochi
- Barbanera in Assassin's Creed IV: Black Flag[24]
- Col. Fortesque in Ghosthunter[25]
- Col. Hathi ne Il libro della giungla - Il ballo della giungla
- Aldo in Chicken Little[26]

### Documentari
- Voce narrante in Zero - Inchiesta sull'11 settembre, Il tempio della velocità
- Voce di Guido Picelli ne Il ribelle[27]

## Audiolibri
- Sherlock Holmes e i cinque semi d'arancio, Full Color Sound, 2008
- Sherlock Holmes e il caso d'identità, Full Color Sound, 2009
- Sherlock Holmes e la lega dei capelli rossi, Full Color Sound, 2009
- Yuri Storasi, La Bobbycosa, GOODmood, 2010
- Metro 2033, Multiplayer.it, 2010
- Sherlock Holmes e l'uomo dal labbro spaccato, Full Color Sound, 2013
- Sherlock Holmes e uno scandalo in Boemia, Full Color Sound, 2013
- Harry Potter e la pietra filosofale, Audible, 2017
- Harry Potter e la camera dei segreti, Audible, 2017
- Harry Potter e il prigioniero di Azkaban, Audible, 2017
- Harry Potter e il calice di fuoco, Audible, 2018
- Harry Potter e l'Ordine della Fenice, Audible, 2018
- Harry Potter e il principe mezzosangue, Audible, 2018
- Harry Potter e i Doni della Morte, Audible, 2018
- Il Quidditch attraverso i secoli, Audible, 2018
- Gli animali fantastici: dove trovarli, Audible, 2018
- Stan Lee's Alliances - Un gioco di luce, Audible, 2019

## Riconoscimenti[2]
- Leggio d'Oro alla Miglior voce maschile - 2004
- Nastro d'argento al miglior doppiaggio per il doppiaggio di Clive Owen in Closer - 2005
- Premio Voce maschile dell'anno al Gran Galà del Doppiaggio - Romics - 2005
- Sesta targa "Riccardo Cucciolla - L'arte della voce, la voce come arte" al Festival Voci a Sanremo - 2007.
- Quinto Premio Ferruccio Amendola al Gran Galà del Doppiaggio - Romics - 2009.
- Targa Claudio G. Fava - Premio alla Carriera al Festival del doppiaggio Voci nell'Ombra - 2018.